# Відкритий чемпіонат Австралії з тенісу 1992
Відкритий чемпіонат Австралії з тенісу 1992 — тенісний турнір, що проходив між 13 січня та 26 січня 1992 року на кортах Мельбурн-Парку в Мельбурні, Австралія. Це — 80-ий чемпіонат Австралії з тенісу і перший турнір Великого шолома в 1992 році. Турнір входив до програм ATP та WTA турів.

## Огляд подій та досягнень
Минулорічний чемпіон в одиночному розряді чоловіків Борис Бекер програв у третому колі. Перемогу здобув Джим Кур'є, для якого це була друга звитяга в турнірах Великого шолома й перша в Австралії.
У жінок Моніка Селеш виграла чемпіонат Австралії вдруге поспіль і здобула свій 5-ий титул Великого шолома. 
У парному розряді чоловіків Вудіз стали чемпіонами Австралії вперше, вигравши другий мейджор. 
У парному жіночому розряді Аранча Санчес Вікаріо вперше стала австралійською чемпіонкою (2-ий титул Великого шолома), а Гелена Сукова здобула друге австралійське чемпіонство (8-ий титул Великого шолома). 
У міксті Ніколь Провіс виграла свій перший титул Великого шолома, а Марк Вудфорд — третій, другий в Австралії.

## Результати фінальних матчів

### Дорослі
| Одиночний розряд. Чоловіки          |                                     |                    |
| Джим Кур'є                          | Стефан Едберг                       | 6–3, 3–6, 6–4, 6–2 |
|                                     |                                     |                    |
| Одиночний розряд. Жінки             |                                     |                    |
| Моніка Селеш                        | Мері Джо Фернандес                  | 6–2, 6–3           |
|                                     |                                     |                    |
| Парний розряд. Чоловіки             |                                     |                    |
| Тодд Вудбрідж Марк Вудфорд          | Келлі Джоунс Рік Ліч                | 6–4, 6–3, 6–4      |
|                                     |                                     |                    |
| Парний розряд. Жінки                |                                     |                    |
| Аранча Санчес Вікаріо Гелена Сукова | Мері Джо Фернандес Зіна Гаррісон    | 6–4, 7–6 (7–2)     |
|                                     |                                     |                    |
| Мікст                               |                                     |                    |
| Ніколь Провіс Марк Вудфорд          | Аранча Санчес Вікаріо Тодд Вудбрідж | 6–3, 4–6, 11–9     |
|                                     |                                     |                    |

### Юніори
| Одиночний розряд. Хлопці      |                                 |          |
| Грант Дойл                    | Браян Данн                      | 6–2, 6–0 |
|                               |                                 |          |
| Одиночний розряд. Дівчата     |                                 |          |
| Джоенн Ліммер                 | Лінзі Девенпорт                 | 7–5, 6–2 |
|                               |                                 |          |
| Парний розряд. Хлопці         |                                 |          |
| Грант Дойл Бред Сіні          | Лекс Керрінгтон Джейсон Томпсон | 6–4, 6–4 |
|                               |                                 |          |
| Парний розряд. Дівчата        |                                 |          |
| Лінзі Девенпорт Ніколь Лондон | Майя Авотінс Джоенн Ліммер      | 6–2, 7–5 |
|                               |                                 |          |